# Rancho La Brea
Rancho La Brea (właśc. La Brea Tar Pits) – rejon asfaltowych jeziorek w Hancock Park w centralnej części Los Angeles, USA, znanych jako jedno z najbogatszych stanowisk paleontologicznych późnego plejstocenu na świecie.
Asfalt wypływał w tym rejonie przez dziesiątki tysięcy lat tworząc setki lepkich jeziorek będących pułapką dla zwierząt i roślin. W bardzo dobrym stanie zachowały się tam szkielety zwierząt, np. lwa amerykańskiego (Panthera leo atrox), smilodona i mastodonta amerykańskiego. Zaobserwowano, że zdecydowana większość dużych ssaków reprezentowana jest przez drapieżniki, przypuszczalnie zwabiane odgłosami unieruchomionych zwierząt. Była to więc pułapka selektywna.
Miejsce wpisane jest do rejestru National Natural Landmark pod pozycją 170.